# Шарлотт Флер
Ешлі Елізабет Флієр (англ. Ashley Elizabeth Fliehr, нар. 5 квітня 1986, Шарлотт, Північна Кароліна, США) — американська професійна реслерка. На даний момент на контракті з WWE, де виступає на бренді SmackDown під ринг-іменем Шарлотт Флер (англ. Charlotte Flair).
Флер — професійна реслерка у другому поколінні, будучи донькою Ріка Флера. Вперше вона здійснила появу в професійному реслінгу разом з її батьком у World Championship Wrestling у 1993 р. У 2012 році, вона почала тренуватися разом з WWE, і дебютувала на NXT наступного року. У 2014 році, вона була названа Новачком Року журналом Pro Wrestling Illustrated (PWI), а у 2015 році її було підвищено до основного ростеру. У 2016 році, читачі PWI проголосували за Флер як за Жінку Року та Топ Реслерка.
Флер є 14-разовою чемпіонкою світу серед жінок, тримавши Чемпіонство Дів WWE один раз, ставши останньою володаркою титулу, Чемпіонство WWE (Raw) серед жінок рекордні 6 разів, і будучи інавгураційною чемпіонкою, і Чемпіонство SmackDown серед жінок рекордні сім разів, яке зараз відоме як Чемпіонство Світу серед жінок. Вона також тримала Чемпіонство NXT серед жінок двічі, і Командне Чемпіонство WWE серед жінок один раз, зробивши її Чемпіонкою Потрійної Корони і Чемпіонкою Великого Шолому. Флер також виграла Королівську Битву у 2020 році. У жовтні 2016, вона стала першою жінкою (разом з Сашою Бенкс), яка очолювала PPV WWE. Її матч з Беккі Лінч і Рондою Роузі на Реслманії 35 став першим жіночим матчем, який очолював головне шоу WWE.

## Особисте життя
Одружена з професійним рестлером Томасом Лейтімером, більш відомим як Брем.
5 вересня 2008 року Флієр була заарештована за напад на офіцера поліції. Була засуджена до 45 днів позбавлення волі. За внесення застави у розмірі 200 доларів її відпустили.

## Реслінг
- Фінішер
  - Figure Eight
  - Natural Selection'
- Улюблені прийоми
  - Backpack stunner
  - Charlotte's Web
  - Knife edge chop
  - Moonsault
  - Sitout
  - Somersault senton
  - Spear
  - Swinging neckbreaker
- Прибрані імена
  - Маленька татова донька
  - Флер у NXT
- Музика
  - «Have It My Way» (NXT)
  - «Going Down» by Spider Rockets (NXT)
  - «Recognition» by CFO$

## Здобутки та нагороди
- Pro Wrestling Illustrated
  - Новачок Року (2014)
  - PWI ставить її # 10 з топ 50 найкращих дів у 2014 році
- WWE
  - Чемпіонка дів NXT (1 раз)